# Scheenbeen
Het scheenbeen of tibia is het grootste van de twee botten in het been onder de knie bij mensen en andere gewervelden. Het scheenbeen loopt samen met het kuitbeen van de knie tot de enkel.
Bij mannen loopt het scheenbeen geheel parallel aan het scheenbeen van de andere kant, maar bij vrouwen is er sprake van een lichte schuine stand naar beneden en opzij, om te compenseren voor de schuinere stand van het dijbeen.

## Blessure
- Het breken van een scheenbeen komt vaak voor bij voetballers. Jaarlijks breken ruim 1100 voetballers in Nederland hun onderbeen tijdens een wedstrijd of training. Het gaat dan meestal om een scheenbeenbreuk.[3]
- Shin splints, beenvliesontsteking of tibiaal stresssyndroom (TSS) is een van de meest voorkomende blessures bij hardlopers.[4] De oorzaak is meestal overbelasting waardoor een ontstekingsreactie ontstaat.[5]

schedel · wervelkolom · borstkas · borstbeen · schoudergordel · arm · bekkengordel · been

bot · gewricht · botten van de mens